# Santanachelys gaffneyi
Santanachelys gaffneyi — викопний вид морських черепах, що існував у ранній крейді (112—109 млн років тому). Найдавніша відома морська черепаха.

## Скам'янілості
Станом на 2023 рік у відкладеннях формації Сантана у муніципалітеті Сантана-ду-Карірі, штат Сеара на сході Бразилії виявлено дві скам'янілості виду. Голотип був описаний у 1998 році та переданий на зберігання до колекції скам'янілостей Університету Тейкьо Хейсей в Японії. Починаючи з 2012 року уряд Бразилії безуспішно намагався репатріювати цю скам'янілість, але станом на 2023 рік вона залишається в університеті Васеда.
Друга скам'янілість була описана у 2023 році, пролежавши у відділі палеонтології Цюріхського університету понад 30 років під назвою «Testudines indet.». Скам'янілість була помітно змінена і незаконно продана торговцями скам'янілостями всупереч бразильському законодавству. За допомогою комп'ютерної томографії було виявлено, що нижня половина зразка була химерою, створеною з частин скам'янілості черепахи Araripemys у поєднанні з іншими невизначеними фрагментами панцира. У 2023 році скам'янілість була репатрійована, її передали на зберігання до Федерального сільського університету Пернамбуку в Бразилії.

### Назва
Рід Santanachelys названий на честь формації Сантана, де була знайдена скам'янілість, та chelys з грецької «черепаха». Видова назва С. gaffneyi дана на честь Юджина Гаффні, палеонтолога, який спеціалізується на філогенезі черепах.

## Опис
Черепаха завдовжки до 1 метра. У Santanachelys були примітивні ласти, які також зустрічаються у сучасних морських черепах. Однак у Santanachelys все ще були два пальці на ластах. Ці пальці навіть мали кігті. У нього також були дуже короткі задні ласти та хвіст, а також надзвичайно довгий панцир.